# Karibische Sprachen

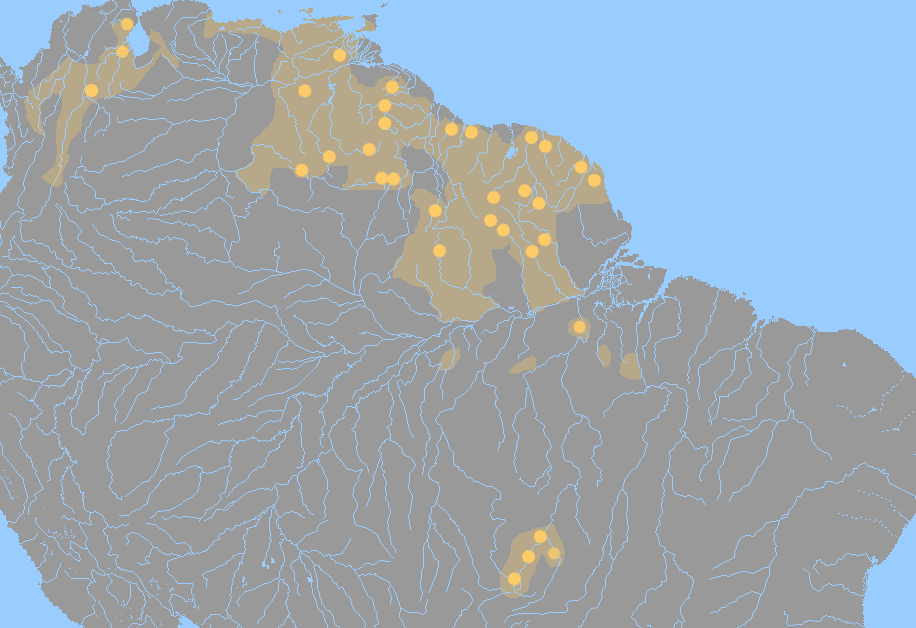
Aktuelle Orte, an denen die karibischen Sprachen noch gesprochen werden (ca. 2000).

Die karibischen Sprachen sind eine indigene Sprachfamilie in Südamerika, die von den Kariben gesprochen wird und nach diesen benannt ist. Andere Bezeichnungen sind Carib-Sprachen, in der eigenen Sprache Kalihna, Galibi. Sie sind besonders im nördlichen Teil Südamerikas weit verbreitet, von der Mündung des Amazonas bis zu den Kolumbianischen Anden. Die 29 lebenden karibischen Sprachen werden in einen nördlichen Zweig (21 Sprachen) und einen südlichen Zweig (8 Sprachen) aufgeteilt. Die Familie der karibischen Sprachen ist besonders durch das Hixkaryána bekannt, eine Sprache mit der Grundwortstellung Objekt-Verb-Subjekt (OVS), von der zuvor angenommen wurde, dass sie in keiner Sprache existierte.
Vor mehreren hundert Jahren besetzten karibisch sprechende Menschen die Kleinen Antillen. Sie töteten, verdrängten oder assimilierten die Arawak, welche die Inseln bewohnten. Die arawakische Sprache wurde aber von dem unterlegenen Volk bewahrt und von den eingefallenen Kariben übernommen. Diese Sprache wird „Insel-Karibisch“ genannt, obwohl sie nicht zur karibischen Sprachfamilie zählt. Inzwischen ist die Sprache ausgestorben, wurde aber noch bis in die 1920er Jahre auf den Kleinen Antillen gesprochen. Ein sprachlicher Nachkomme des Insel-Karibischen ist das Garífuna (Igñeri), das vor allem in Honduras und Belize gesprochen wird und auch unter den Namen „Caribe“ und „Black Carib“ bekannt ist.
Die karibische Sprachfamilie lässt sich möglicherweise mit den Je-Sprachen und den Pano-Sprachen zu einem „Je-Pano-Karibisch-Stamm“ erweitern. Die karibischen Sprachen selbst werden vorläufig in zwei bis vier Zweige unterteilt:

## Nordkaribische Sprachen
- Coyaima
- Japrería
- Yukpa
- Pemon
- Akawaio
- Patamona
- Macushi (Makushi)
- Atruahí
- Sikiana
- Salumá
- Waiwai
- Akurio
- Apalaí
- Trió
- Wayana
- Karib
- Arara, Pará
- Txikão
- Mapoyo
- Panare
- Yabarana

## Südkaribische Sprachen
- Carijona
- Hixkaryána
- Kaxuiâna
- Maquiritari
- Bakairí
- Kuikuro-Kalapalo
- Matipuhy
- Yarumá